# Forces armées d'Afrique
Les forces armées d'Afrique désignent l'ensemble des armées nationales du continent africain.
Certains pays ont signé entre eux des accords de coopération, et font partie d'organisations internationales de défense.

## Forces armées d'Afrique
- Afrique du Sud
- Algérie
- Angola
- Bénin
- Botswana
- Burkina Faso
- Burundi
- Cameroun
- Cap-Vert
- Centrafrique
- Comores
- République démocratique du Congo
- République du Congo
- Côte d'Ivoire
- Djibouti
- Égypte
- Érythrée
- Éthiopie
- Gabon
- Gambie
- Ghana
- Guinée
- Guinée-Bissau
- Guinée équatoriale
- Kenya
- Lesotho
- Libéria
- Libye
- Madagascar
- Malawi
- Mali
- Maroc
- Maurice
- Mauritanie
- Mozambique
- Namibie
- Niger
- Nigéria
- Ouganda
- Rwanda
- Sénégal
- Seychelles
- Sierra Leone
- Somalie
- Soudan
- Soudan du Sud
- Swaziland
- Tanzanie
- Tchad
- Togo
- Tunisie
- Zambie
- Zimbabwe

|                          | Pays           | Budget de la Défense (USD) | % du PIB | Date      |
| ------------------------ | -------------- | -------------------------- | -------- | --------- |
| Drapeau de l'Algérie     | Algérie        | 15 700 000 000             | 3,70     | 2015      |
| Drapeau de l'Égypte      | Égypte         | 7 300 000 000              | 3,49     | 2015      |
| Drapeau d'Afrique du Sud | Afrique du Sud | 6 000 000 000              | 2,28     | 2015      |
| Drapeau de l'Angola      | Angola         | 4 600 000 000              | 2,36     | 2015      |
| Drapeau du Maroc         | Maroc          | 4 200 000 000              | 3,15     | 2015      |
| Afrique                  | Afrique        | 38 000 000 000             | 4,69     | 2007 est. |

## Unités armées spéciales et d'élite
| Pays     | Garde Présidentielle | Autres corps d'élite  |
| -------- | -------------------- | --------------------- |
| Algérie  | GR                   | FSA                   |
| Cameroun |                      | BIR                   |
| Guinée   |                      | GFS                   |
| Maroc    |                      | FSM                   |
| Tunisie  | USGN                 | BAT, BFS, BNDNE, BNIR |

## Effectifs
| État           | Actifs  | Réservistes | Autres forces de type militaire | Total     | (Budget militaire en milliard de dollars US) |
| -------------- | ------- | ----------- | ------------------------------- | --------- | -------------------------------------------- |
| Égypte         | 440 000 | 480 000     | 300 000                         | 1 200 000 | 11                                           |
| Algérie        | 520 000 | 272 000     | 200 000                         | 992 000   | 22,3                                         |
| Afrique du sud | 40 200  | 12 500      | 180 000                         | 232 000   | 2                                            |